# 経遠級装甲巡洋艦
| 経遠級装甲巡洋艦    | 経遠級装甲巡洋艦 |
| ------------------- | --- |
| 経遠                | |
| 艦級概観            | |
| 艦種                | 装甲巡洋艦 |
| 艦名                | |
| 前級                | - |
| 次級                | 平遠 |
| 性能諸元 （竣工時） | |
| 排水量              | 常備：2,900トン |
| 全長                | 82.3m |
| 全幅                | 19.5m |
| 吃水                | 5.1m |
| 機関                | 形式不明石炭専焼円缶4基 +三段膨脹式レシプロ機関2基2軸推進 |
| 最大出力            | 4,400hp |
| 速力                | 15.5ノット |
| 航続距離            | -ノット/-海里 |
| 燃料                | 石炭：350トン |
| 乗員                | 202～270名 |
| 兵装                | クルップ 21cm（35口径）連装砲1基 クルップ 15cm（35口径）単装砲2基 クルップ 7.5cm単装砲2基 オチキス 4.7cm（43口径）単装砲2基 オチキス 40mm単装砲1門 オチキス 3.7ｃｍ（23口径）5連装回転式機砲1基 45.7cm水上魚雷発射管単装4基 |
| 装甲（鉄製）        | 舷側：129～241mm（水線部） 甲板：38mm（水平部）、76mm（傾斜部） 主砲防盾：38mm 主砲バーベット：200mm 司令塔：152mm |

経遠級装甲巡洋艦（けいえん きゅう そうこうじゅんようかん）は清国の北洋水師の巡洋艦の艦級である。
ドイツのシュッティン造船所にて建造された装甲巡洋艦。1887年7月に竣工し、86万5000両が支払われ、同年秋に清国に回航された。

## 概要
本級は列強の東洋支配に対抗すべく、清国が自国の沿岸防御のためにドイツのフルカン社に発注された巡洋艦のクラスである。本級は福建水師がフランス艦隊に敗北した清仏戦争の戦訓から、先に発注された防護巡洋艦「済遠」を装甲巡洋艦に改設計した物で2隻が発注され、1887年に竣工し、同年12月に清国海軍に引き渡された。

## 艦形

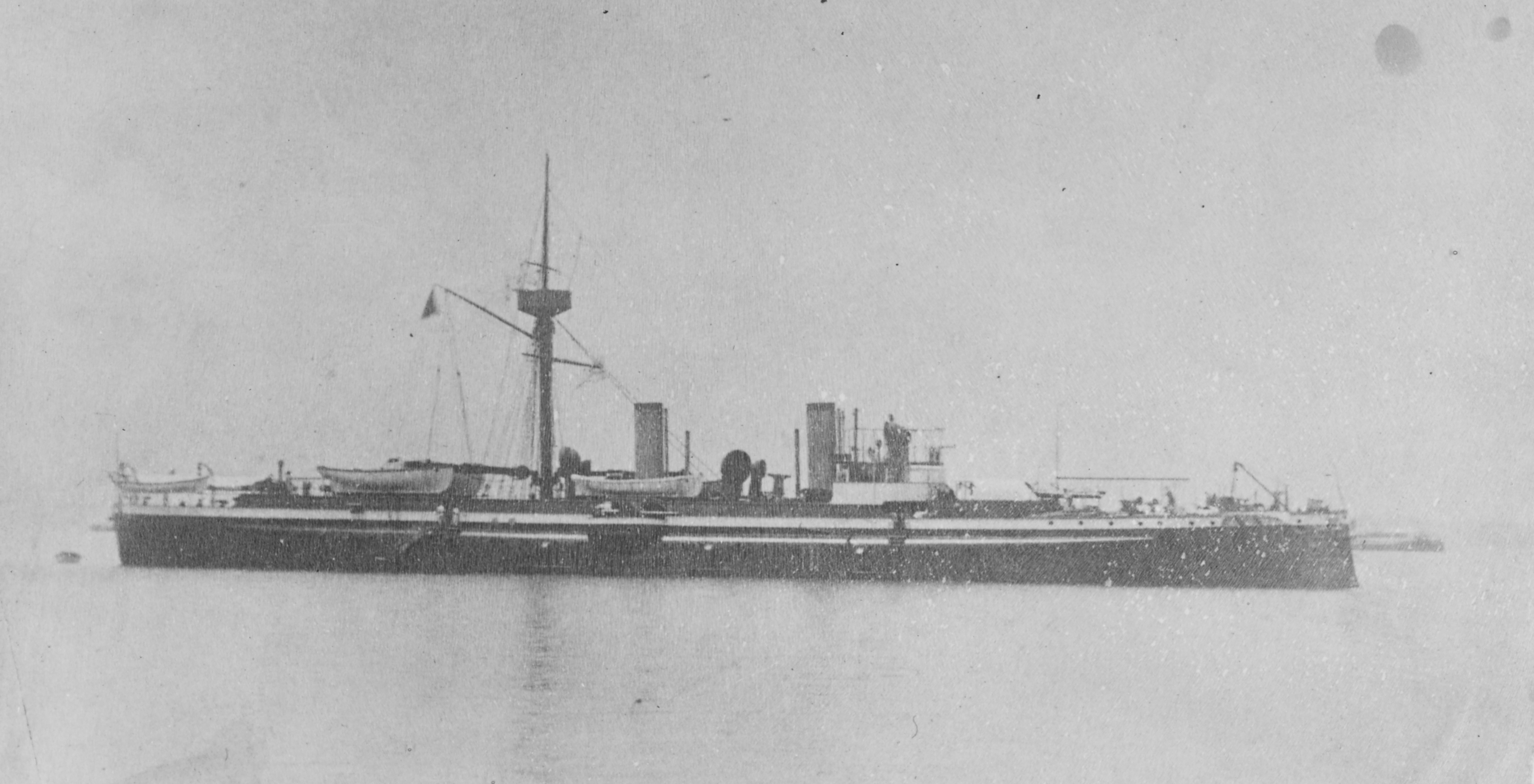
「来遠」。

この当時のドイツはフランス設計に強く影響を受けており、船体形状は軽いタンブルホーム型のついた平甲板型船体であった。水面下に衝角（ラムの付いた艦首から甲板上にクルップ製21cmライフル砲を当時として珍しい連装砲架で艦首甲板上に1基配置した。その背後に司令塔を下部に組み込み、両脇に船橋を持つ露天の操舵艦橋が配置された。船体中央部に2本煙突が立ち、その周囲は艦内通風のための煙管型の通風筒が立つ。舷側部には副武装のクルップ 15cｍライフル砲は船体中央部の舷側に張り出しを設け、そこに防盾の付いた単装砲架で片舷1基ずつ計2基を配置した。船体後部には単脚式のミリタリーマストが立ち、その後方は艦載艇置き場となっており、2本1組のボート・ダビッドが片舷2基ずつ計4組で運用されていた。
この武装配置により艦首方向に最大で21cm砲2門・15cm砲2門、舷側方向に最大で21cm砲2門・15.2cm砲1門、艦尾方向に最大で15.2cm砲2門が指向できた。

## 同型艦
- 經遠…黄海海戦で日本海軍の「比叡」「赤城」を撃退するが、直後「浪速」以下第一遊撃隊の反撃に遭い沈没。
- 来遠…黄海海戦を生き残ったが、翌年、日本軍水雷艇の威海衛夜襲で沈没。

## 参考図書
- 「Conway All The World's Fightingships 1860-1905」（Conway）
- 姜鳴　『龍旗飄揚的艦隊-中国近代海軍興衰史』　三連書店、2008年
- 陳悦　『北洋海軍艦船志』　山東画報出版社、2009年